# (1369) Ostanina
(1369) Ostanina est un astéroïde de 41 km de diamètre de la ceinture principale, découvert le 27 août 1935 par Pelagueïa Shajn à l'Observatoire de Simeïz. Ses désignations temporaires sont 1935 QB et 1928 FE.